# 정유민 (배우)
정유민(1991년 7월 10일~)은 대한민국의 배우이다.

## 경력
- 2010년 ~ 2011년 극단 김금지 단원

## 출연 작품

### 드라마
- 2012년 JTBC 드라마 스페셜 《몬스터》
- 2012년 OCN Movies2 4부작 토요 미니시리즈 《홀리랜드》 ... 미경 역

- 2012년 SBS 저녁 일일연속극 《가족의 탄생》
- 2013년 JTBC 주말 특별기획 드라마 《궁중잔혹사 꽃들의 전쟁》 ... 언년 역
- 2014년 tvN 금토 미니시리즈 《갑동이》 ... 이정숙 역
- 2014년 JTBC 월화 특별기획 드라마 《유나의 거리》 ... 김영미 역
- 2014년 KBS2 금요 미니시리즈 《하이스쿨 러브온》 ... 김주아 역
- 2015년 JTBC 금토 미니시리즈 《순정에 반하다》 ... 유유미 역
- 2015년 tvN 금토 미니시리즈 《응답하라 1988》 ... 황희수 역 (특별출연)
- 2015년 SBS 드라마스페셜 《리멤버 - 아들의 전쟁》 ... 송하영 역
- 2016년 MBC 주말연속극 《가화만사성》 ... 지수 역 (특별출연)
- 2016년 JTBC 금토 미니시리즈 《마녀보감》 ... 화진 역
- 2016년 JTBC 금토 미니시리즈 《청춘시대》 ... 무용과 여대생 역 (특별출연)
- 2016년 KBS2 월화 미니시리즈 《구르미 그린 달빛》 ... 월희 역
- 2016년 tvN 금토 미니시리즈 《안투라지》 ... 이호진의 전 애인 역 (특별출연)
- 2017년 SBS 드라마스페셜 《이판사판》 ... 황민아 역
- 2018년 SBS 드라마스페셜 《흉부외과 - 심장을 훔친 의사들》 ... 배유리 역
- 2018년 tvN 주말 미니시리즈 《나인룸》 ... 젊은 정화사 역 (김해숙 아역)
- 2019년 KBS1 저녁 일일연속극 《꽃길만 걸어요》 ... 황수지 역
- 2019년 OBS 웹 드라마 《구해줘! 감대리》 ... 김정인 역
- 2020년 JTBC 금토 미니시리즈 《이태원 클라쓰》 ... 제약회사 딸 (장근원의 맞선녀) 역 (특별출연)
- 2020년 tvN 목요 미니시리즈 《슬기로운 의사생활》 ... 정은빈 역 (특별출연)
- 2020년 KBS2 단막극 《KBS 드라마 스페셜 - 그곳에 두고 온 라일락》 ... 라신혜 역
- 2021년 KBS1 저녁 일일연속극 《빨강구두》 ... 권혜빈 역
- 2022년 tvN 주말 미니시리즈 《스물다섯 스물하나》 ... 황보미 역 (특별출연)
- 2022년 KBS2 저녁 일일연속극 《태풍의 신부》 ... 서미나 역 (특별출연)
- 2022년 TV조선 주말 미니시리즈 《빨간풍선》 ... 조은산 역
- 2023년 NETFILX 오리지널 드라마 《셀러브리티》 ... 한유랑 역
- 2023년 MBN 주말 미니시리즈  《완벽한 결혼의 정석》 ... 한이주 역
- 2024년 SBS 금토 미니시리즈 《커넥션》 … 최지연 역

### 시트콤
- 2017년 SBS 《초인가족 2017》 - 김태이 역

### 교양
- 2021년 KBS 1TV 《다큐On - 윤도현 정유민의 화성습지 탐사 2부작》 - 출연 (with 윤도현)  (2021.01.15~2021.01.16)
- 2025 kbs  《우리말 겨루기》진행

### 예능
- 2015년 JTBC 《연쇄쇼핑가족》 - 정은호 역 (2015.08.22~2015.10.21)
- 2020년 SBS funE 《왈가닥뷰티》 - 게스트 (2020.05.18)

### 영화
- 2012년 《음치클리닉》 - 여중생 선 (진선미) 역
- 2017년 《반드시 잡는다》 - 어린 민영숙 역 (배종옥 아역)
- 2017년 《셰익스피어 앤 컴퍼니》 (단편 영화) - 미화 역
- 2018년 《아들 딸들》 (단편 영화) - 화령 역
- 2018년 《목격자》 - 윤희원 역
- 2019년 《나의 특별한 형제》 - 이수진 기자 역
- 2019년 《봉천 호랑이 이상대》 - 임춘옥 역
- 2021년 《숏버스 감성행》 (옴니버스 영화) - 미화 역

### 공연

#### 연극
- 2010년 《헤더웨이 집의 유령》 - 신디아 역
- 2010년 《화사첩》 - 조미 역 (2010.08.08~2010.08.15)
- 2010년 《얼음꽃》
- 2017년 《리투아니아》 - 안나 역 (2017.06.27~2018.06.29)
- 2022년 《죽은 남자의 휴대폰》 - 허미어 역 (2022.01.19~2022.01.23)

### 뮤직비디오
- 2015년 규현 - 〈멀어지던 날 (The Day We Felt The Distance)〉
- 2019년 그냥 - 〈Way Back Home (퇴근길)〉

### 광고
- 2015년 벡스트래블코리아 익스피디아
- 2016년 KT 캣티 패밀리 박스
- 2019년 농심 신라면 건면
- 2019년 안국건강 루테인
- 2020년 현대자동차 현대 그랜저
- 2021년 쿠쿠전자 인스퓨어
- 2021년 에스엠에스개발 수성 위버 센트럴 (With 이시강)

## 수상 및 후보
| 연도 | 시상식                      | 부문                                  | 작품              | 결과 |
| ---- | --------------------------- | ------------------------------------- | ----------------- | ---- |
| 2019 | KBS 연기대상                | 여자 신인상                           | 《꽃길만 걸어요》 | 후보 |
| 2023 | 제14회 코리아 드라마 어워즈 | 여자 핫 스타상                        | 《셀러브리티》    | 수상 |
| 2024 | SBS 연기대상                | 미니시리즈 장르•액션 부문 여자 조연상 | 커넥션            | 수상 |